# Enerhodar
Enerhodar (em ucraniano:  Енергода́р) é uma cidade da Ucrânia, situada no Oblast de Zaporíjia. Tem 63,5 km² de área e sua população em 2020 foi estimada em 153.343 habitantes.